# 8 janvier dans les chemins de fer
8 décembre 8 février
Chronologies thématiques
- Croisades
- Sports
- Disney

Cette page concerne les événements qui se sont déroulés un 8 janvier dans les chemins de fer.

## Événements

### XIXesiècle
- 1855 : aux États-Unis, mise en circulation du premier train reliant Chicago à la rivière Ohio dans la ville de Cairo.
- 1863 : aux États-Unis, la Central Pacific Railroad commence la construction de la moitié ouest du premier chemin de fer transcontinental à Sacramento.

### XXesiècle
- 1926 : en France, fermeture du Tramway d'Elbeuf.
- 1962 : aux Pays-Bas, dans la province d'Utrecht, à Harmelen (commune de Woerden), l'accident ferroviaire d'Harmelen voit deux trains de passagers se percuter de face à la suite d'une erreur humaine, 93 personnes perdent la vie. C’est le plus important accident ferroviaire survenu aux Pays-Bas à ce jour ; il a conduit à l'accélération du développement et de l'installation de l'ATB[1].

## Naissances
- 1840 : William Dean, ingénieur chef mécanicien de la Great Western Railway de 1877 à 1902.

## Décès
- 1944 : William Kissam Vanderbilt II, héritier de Cornelius Vanderbilt et président de la New York Central Railroad (° 2 mars 1878).